# Stadhuisbrug
De Stadhuisbrug is een brug over de Oudegracht in de binnenstad van Utrecht. Aan de Stadhuisbrug zijn naast het stadhuis en de hoofdvestiging van de gemeentebibliotheek ook diverse winkels gelegen. In de bestrating van de brug is een windroos te zien.
De Stadhuisbrug is in 1547 ontstaan door de verbinding van twee oudere bruggen, de (zuidelijke) Huidenbrug en de (noordelijke) Broodbrug, die tezamen een overkluizing vormen. Het was vroeger bekend onder de naam De Plaats. Op deze plek vonden vroeger de afkondigingen plaats.
Het behoort tot de bekendste pleinen van de stad Utrecht, en wordt onder meer gebruikt voor promotiekraampjes van politieke partijen en straatoptredens. Ook is de elftalfoto van voetbalclub FC Utrecht voor het seizoen 2001-2002 er geschoten. Het plein is tevens een kruispunt van - ruim genomen - vijf straten: de Oudegracht en de Ganzenmarkt aan de noordzijde, het Oudkerkhof, de Vismarkt en de Choorstraat aan de zuidzijde.

## Trivia
- In de tijd van de heksenvervolgingen moesten mensen die beschuldigd werden van hekserij, soms naast de martelingen ook de waterproef ondergaan om ze te laten bekennen. Vanaf de Stadhuisbrug werden ze met duimen en grote tenen aan elkaar vastgebonden aan een touw in de Oudegracht neergelaten.[3][4]